# Crataegus praestans
Crataegus praestans är en rosväxtart som beskrevs av Charles Sprague Sargent. Crataegus praestans ingår i Hagtornssläktet som ingår i familjen rosväxter. Inga underarter finns listade i Catalogue of Life.